# Сюкуро Манабе
Сюкуро Манабе (яп. 真鍋 淑郎; нар. 21 вересня 1931, Ехіме, Японія) — японсько-американський кліматолог, відомий фахівець з обчислювального моделювання клімату і його зміни, піонер комп'ютерного моделювання кліматичних змін, зокрема глобальної зміни клімату, піонер у дослідженні феномену глобального потепління — в 1970-х Співробітник Принстонського університету і раніше Національного управління океанічних і атмосферних досліджень (NOAA)

## Біографія
Ступені бакалавра (1953), магістра (1955) і докторський ступінь з метеорології (1958) здобув у Токійському університеті. У тому ж 1958 році іммігрував в США, де здобув натуралізацію з 1975 року. В 1958—1963 роках працював метеорологом-дослідником в Національній метеорологічній службі. У 1963—1997 рр. працював старшим метеорологом-дослідником в лабораторії Національного управління океанічних і атмосферних досліджень (NOAA).
В 1968—1997 рр. також викладав в Прінстонському університеті, професор. У 1983 році запрошений професор в альма-матер.
В 1997—2001 роках працював на батьківщині в Японії, директор дослідницької програми по глобальному потеплінню.
В 2002 році повернувся в Прінстонський університет, з яким був пов'язаний до 2003 року і де знову з 2005 року — старший метеоролог програми атмосферних і океанічних наук.
В 2002—2009 роках також консультант Japan Agency for Marine-Earth Science and Technology і в 2006—2013 рр. запрошений професор Нагойського університету.
В 1960-х Манабе займається дослідженнями атмосферної динаміки, після чого створює першу модель глобального клімату. Останньому передувала його у співпраці з Joseph Smagorinsky і колегами по Національній метеорологічній службі розробка перших моделей загальної циркуляції.
В 1967 році він разом з Richard Wetherald показав, що концентрація парникових газів в атмосфері може впливати на температуру.
Опублікована в тому ж році Манабе в Journal of Atmospheric Sciences спрощена модель клімату Землі вже незабаром була визнана як великий прорив в геофізики і метеорології.

## Нагороди та визнання
- 1966: Fujiwara Award Японського метеорологічного товариства
- 1967: Фелло Американського геофізичного союзу
- 1967: Meisinger Award
- 1970: Золота медаль міністерства торгівлі США
- 1987: Second Half Century Award — Американського метеорологічного товариства
- 1990: Член НАН США
- 1992: медаль Карла-Густава Россбі[en] — Американського метеорологічного товариства
- 1992: Премія Блакитна Планета
- 1993: Медаль Роджера Ревелла Американського геофізичного союзу
- 1994: Іноземний член Європейської Академії[12]
- 1995: Іноземний член Королівського товариства Канади
- 1995: Лекція Б'єркнеса секції атмосферних наук Американського геофізичного союзу
- 1995: Премія Асахі[en]
- 1997: член Американського метеорологічного товариства
- 1997: Премія Volvo за захист навколишнього середовища[en]
- 1997: Відзнака міністра навколишнього середовища Японії
- 1997: Фелло Американської асоціації сприяння розвитку науки
- 1998: Milankovich Medal Європейського геофізичного товариства
- 2000: член Японського метеорологічного товариства
- 2004: Почесний доктор, Університет МакГілл
- 2004: член Британського метеорологічного товариства
- 2008: Фелло JAMSTEC[en]
- 2009: Введено в Земний зал слави Кіото
- 2009: член Академії наук Японії
- 2010: Медаль Вільяма Бові Американського геофізичного союзу
- 2015: Медаль Бенджаміна Франкліна Інституту Франкліна
- 2016: BBVA Foundation Frontiers of Knowledge Awards (разом з Джеймсом Гансеном)
- 2018: Премія Крафорда Шведської королівської АН (разом з Сьюзан Соломон)
- 2021: Нобелівська премія з фізики

## Доробок
- Manabe, S., J. Smagorinsky, and R.F. Strickler, 1965: Simulated climatology of a general circulation model with a hydrologic cycle. Monthly Weather Review, 93(12), 769—798.
- Manabe, S., and R. T. Wetherald, 1967: Thermal equilibrium of the atmosphere with a given distribution of relative humidity. Journal of the Atmospheric Sciences, 24 (3), 241—259.
- Manabe, S. and K. Bryan, 1969: Climate Calculation with a combined ocean-atmosphere model. Journal of the Atmospheric Sciences, 26(4), 786—789.
- Manabe, S. and R.T. Wetherald, 1975: The effect of doubling of CO2 concentration in the atmosphere. Journal of the Atmospheric Sciences, 32(1), 3-15.
- Stouffer, R.J., S. Manabe, and K. Bryan, 1989: Interhemispheric Asymmetry in climate response to a gradual increase of atmospheri carbon dioxide. Nature, 342,660-662.
- Manabe, S., R.J. Stouffer, M.J. Spelman, and K. Bryan, 1991: Transient response of coupled ocean-atmosphere model to gradual changes of atmospheric CO2. Part I: Annual mean response. Journal of climate, 4(8), 785—818.
- Manabe, S., M.J. Spelman, and R.J. Stouffer, 1992: Transient response of a coupled ocean-atmosphere model to gradual increase of atmospheric CO2. Part II: Seasonal response. Journal of climate, 5(2): 105—126.
- Manabe, S., and R. J. Stouffer, 1995: Simulation of abrupt climate change induced by freshwater input to the North Atlantic Ocean. Nature, 378, 165—167.
- Manabe, S., and R.J. Stouffer, 2000: Study of abrupt climate Change by a coupled ocean-atmosphere model. Quaternary Science Reviews, 19: 285—299.